# Neue Illustrirte Zeitschrift für die Schweiz
Neue Illustrirte Zeitschrift für die Schweiz was een Zwitsers Duitstalig tijdschrift gericht op vrouwen.

## Omschrijving
Het Neue Illustrirte Zeitschrift für die Schweiz was een geïllustreerd weekblad dat tussen 1849 en 1852 op acht bladzijden verscheen als de Zwitserse versie van het Neue Illustrirte Zeitschrift, een tijdschrift dat sinds 1845 werd uitgegeven in Stuttgart. Het tijdschrift werd uitgegeven door het huis Scheitlin & Zollikofer uit Sankt Gallen.
Redacteur Friedrich von Tschudi nam zich voor om de burgerzin en het Zwitsers nationaal gevoel te bevorderen in de geest van de zeer jonge federale Zwitserse Grondwet van 1848. Jeremias Gotthelf, Abraham Emanuel Fröhlich en diverse andere Zwitserse auteurs publiceerde hun werken in het tijdschrift, waarbij Gotthelf zelfs enkele van zijn werken in primeur publiceerde.
Vanaf 1851 werd de samenwerking van Zwitserse schrijvers zeldzamer en onderscheidde het tijdschrift zich nog nauwelijks van de zusteruitgave uit Stuttgart. In 1852 maakte de uitgever van laatstgenoemde om financiële redenen een einde aan de Zwitserse uitgave.